# Centralafrika
Centralafrika er en fællesbetegnelse på en række lande i Afrika:
- Angola
- Burundi
- Cameroun
- Centralafrikanske Republik
- Den Demokratiske Republik Congo
- Republikken Congo
- Gabon
- Malawi
- Rwanda
- São Tomé og Príncipe
- Tchad
- Ækvatorialguinea

40°25′17″N 3°37′26″V / 40.421295°N 3.623989°V